# Нижнекумский
Нижнекумский — хутор в Октябрьском районе Волгоградской области России, в составе Шебалиновского сельского поселения.

## История
Дата основания не установлена. Первоначально назывался Кумский. Согласно Списку населённых мест Земли Войска Донского в 1859 году в хуторе проживало 35 душ мужского и 43 женского пола. Хутор относился к юрту станицы Нижне-Чирской Второго Донского округа области войска Донского.  К 1915 году в хуторе имелось 20 дворов, проживало 61 душа мужского и 64 женского пола.
В 1920 году, как и другие населённые пункты Второго Донского округа, хутор включён в состав Царицынской губернии. Хутор являлся административным центром Нижне-Кумского сельсовета. В январе 1935 года Нижне-Кумский сельсовет включён в состав Ворошиловского района Сталинградского края (с 1936 года - Сталинградской области). В декабре 1938 года Нижне-Кумский сельсовет передан в состав Нижне-Чирского района области. В июне 1951 года в связи с упразднением Нижне-Чирского района Нижне-Кумский сельсовет включён в состав Октябрьского района. В ноябре 1959 года включён в состав Шебалиновского сельсовета.

## География
Хутор расположен в степной зоне на северо-западе Ергенинской возвышенности, относящейся к Восточно-Европейской равнине, на левом берегу реки Мышкова, при устье балки Кумской, на высоте около 45 метров над уровнем моря. Рельеф местности холмисто-равнинный, осложнён балками и оврагами. В балке Кумская имеется пруд. Почвенный покров комплексный: распространены каштановые солонцеватые и солончаковые почвы и солонцы (автоморфные).
По автомобильным дорогам расстояние до областного центра города Волгограда составляет 190 км, до районного центра посёлка Октябрьский - 38 км, до административного центра сельского поселения хутора Шебалино - 12 км.
Часовой пояс
Нижнекумский, как и вся Волгоградская область, находится в часовой зоне МСК (московское время). Смещение применяемого времени относительно UTC составляет +3:00.

## Население
Динамика численности населения по годам:
| 2002 |
| ---- |
| 239  |

| 1859 | 1873 | 1897 | 1915 | 2010 |
| ---- | ---- | ---- | ---- | ---- |
| 78   | ↗81  | ↗160 | ↘124 | ↗217 |